# 本荘八幡宮
本荘八幡宮（ほんじょうはちまんぐう）は、岡山県倉敷市児島通生（こじまかよう）にある神社。祭神は品陀別命、足仲彦命、息長帯比売命。社格は郷社。

## 概要
社伝によれば、大宝元年（701年）に行基が神宮寺八幡院（現・通生山般若院）を開き、その鎮守として宇佐神宮より勧請したのが始まりと言われる。児島通生十二ヶ村の総鎮守となった。神宮寺の社僧が奉仕した。
平安時代初期の延暦23年（804年）坂上田村麻呂が瑜伽山の賊徒を平定し報賽として神封150戸を寄進したとされる。鎌倉時代中期の建治2年（1276年）には熊野山の神領が分与された。弘安2年（1279年）には社領80石の朱印が下された。
室町時代中期の文明14年（1482年）近隣の本太城主源政縄・政吉が当社を襲撃し末社を破却した。いよいよ本殿に取り掛かろうとしたとき社殿が揺れたため恐れて退散し、危うく破却の難を逃れたという伝承が残っている。
戦国時代の天正3年（1575年）毛利軍の常山城攻略の前哨戦として当社近くにあった湊山城を吉川元春・小早川隆景連合軍が攻撃した。その際に当社も焼亡し神庫のみが残ったと言われている。焼亡から半年後には再建に着手し天正5年（1577年）には復興した。
江戸時代初期の慶長10年（1605年）下津井城主池田長政が社領25石を寄進した。寛文6年（1666年）社領は当社領15石、神宮寺領10石に分割された。以後、岡山藩主の崇敬社となり、宝永7年（1710年）から明治2年（1869年）に至るまで9通の岡山藩主社領寄進状が残されている。
明治7年（1874年）郷社に列した。第二次世界大戦後の昭和27年（1952年）宗教法人となった。

## 文化財

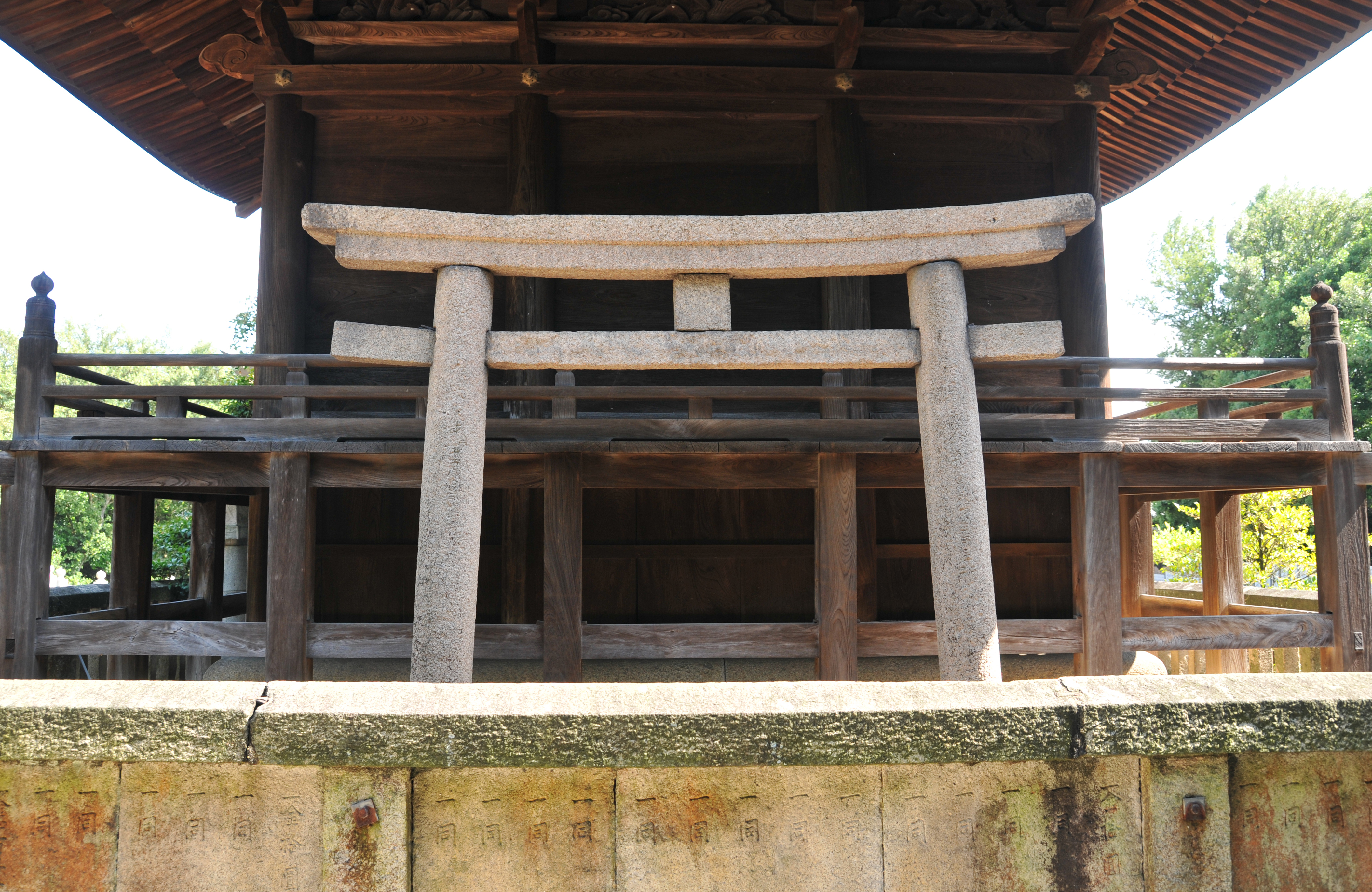
重要文化財の鳥居

### 重要文化財（国指定）
- 本荘八幡宮鳥居
室町時代中期の応永28年（1421年）通生の北にある塩生（しおなす）の豪族・松井義泰（帆網藤重郎）が寄進した。向かって左側の柱に「応永廿八年辛丑十一月吉日」、右側の柱に「願主塩生村住人松井紀義泰辰生年三十二二」の刻銘が見られる。高さ2.3m、石柱の間隔1.9m、花崗岩製。一部に後世、補修した後が見られる。また、兵火による焦げの痕跡も見られる。元来は社前の参道に三の鳥居として建っていたが、保存のために本殿後ろに移築された。昭和31年（1956年）6月28日指定。

### 倉敷市指定有形文化財
- 本荘八幡宮絵馬
幕末の文久元年（1861年）に製作された、ケヤキの一枚板の絵馬で二羽の鶏が描かれている。縦51cm、横63cm。「平安森寛齊」の銘がある。寛齊は長州出身の絵師で志士としても奔走していた。幕府の役人に追われ、下津井に逃れ荻野煙浦にかくまわれていた。この時、吹上村の奥田嘉三郎の依頼で描いたといわれる。現在は下津井にある祇園神社が保管・管理している。昭和53年（1978年）7月28日指定。